# Cosmosoma thiacia
Cosmosoma thiacia là một loài bướm đêm thuộc phân họ Arctiinae, họ Erebidae.